# Carcelia hirtspila
Carcelia hirtspila là một loài ruồi trong họ Tachinidae.